# 恩里克·巴利尼奥
恩里克·巴利尼奥·帕冯（西班牙語：Enrique Baliño Pavón，1928年6月20日—2018年10月14日），乌拉圭男子篮球运动员。他是乌拉圭国家队的成员，曾参加1952年夏季奥运会，出战了所有八场比赛，并赢得铜牌。
巴利尼奥于2018年10月14日逝世。